# NGC 1668
NGC 1668 (również PGC 15957) – galaktyka eliptyczna (E/SB0), znajdująca się w gwiazdozbiorze Rylca. Odkrył ją John Herschel 1 grudnia 1837 roku.